# Hitaikakushi
Hitaikakushi (en kanji: 額 隠 i en hiragana: ひ た い か く し) és un una peça de roba triangular que en el folklore japonès solen cofar uns éssers mitològics coneguts com a yūrei.

## Etimologia

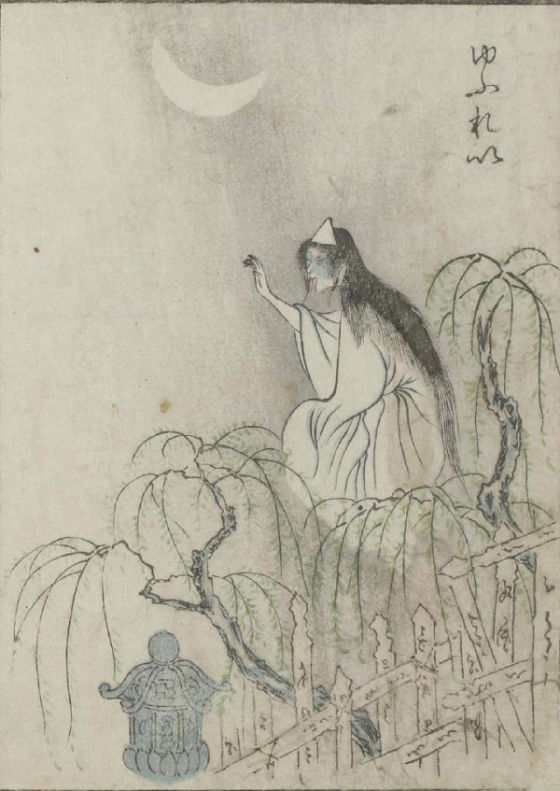
Il·lustració de l'Era Meiji on es pot observar una yūrei portant un hitaikakushi al cap.

La paraula japonesa prové de la unió de dos kanjis:
- El primer és 額[1] (en hiragana: ひ た い, en romaji: hi · ta · i = hitai), un kyōiku kanji de cinquè grau format per 18 traçats amb diversos significats, un d'ells és "front".
- El segon és 隠[1] (en hiragana: か く し, en romaji: ka · ku · shi = kakushi), un jōyō kanji de 14 traçats que significa "encobrir" / "amagar" / "ocultar".

Durant la història del Japó, s'ha arribat a conèixer aquesta peça amb d'altres noms depenent de la regió, destacant tenkan ("corona del cel"), mentre que per a fins descriptius, se sol fer servir les paraules bōshi (barret), nuno (tela), zukin (mocador) o simplement: "sankaku no shiroi bōse" ("barret blanc triangular").

## Descripció
Es tracta d'una fina tela de color blanc tallada o doblegada de tal manera que es forma un equilàter per després col·locar-se a la part superior del front, sempre amb un dels seus vèrtexs apuntant cap al cel. Des dels dos vèrtexs restants, surten dos fils que donen la volta al cap per acabar lligant-se a la part posterior, garantint així la seva correcte subjecció.

## Història
En el folklore i mitologia japonesa, un dels elements més presents és la mort. Hi ha moltes representacions i personatges relacionats amb aquest món i, un d'aquests són les yūrei, uns esperits o fantasmes tradicionalment representants com a éssers femenins amb un caràcter sovint venjatiu, que han tornat al món dels vius després d'una dramàtica mort i, per algun motiu, el seu esperit no pot descansar en pau. En la cultura japonesa, en totes les expressions artístiques, des de pintures fins a obres de kabuki, està plena de referències a aquests éssers martiritzats. Al principi, se'ls va començar a representar sense hitaikakushi, podent observar moltes obres d'art antigues sense aquesta peça. Les primeres constàncies que es troben de la introducció d'aquesta peça, data del Període Heian.
El motiu de la creació i col·locació d'aquest mocador místic al front de les yūrei és incert i es va perdre en el temps, si bé les tres principals corrents d'estudi sobre aquests éssers mitològics indiquen com una de les causes seria mostrar que la persona, un cop morta, ha ascendit a un estatus superior. Un altre corrent diu que serveix per protegir dels dimonis perquè no entrin pel cap i així, fer-se amb el seu cos mort que, sense la seva ànima, resta buit per dins, mentre que l'última de les principals teories indiquen que aquesta peça evita que l'esperit pugui fer la transició de viu a mort, obligant-lo a vagar entre els dos mons.